# Franciszek Dragan

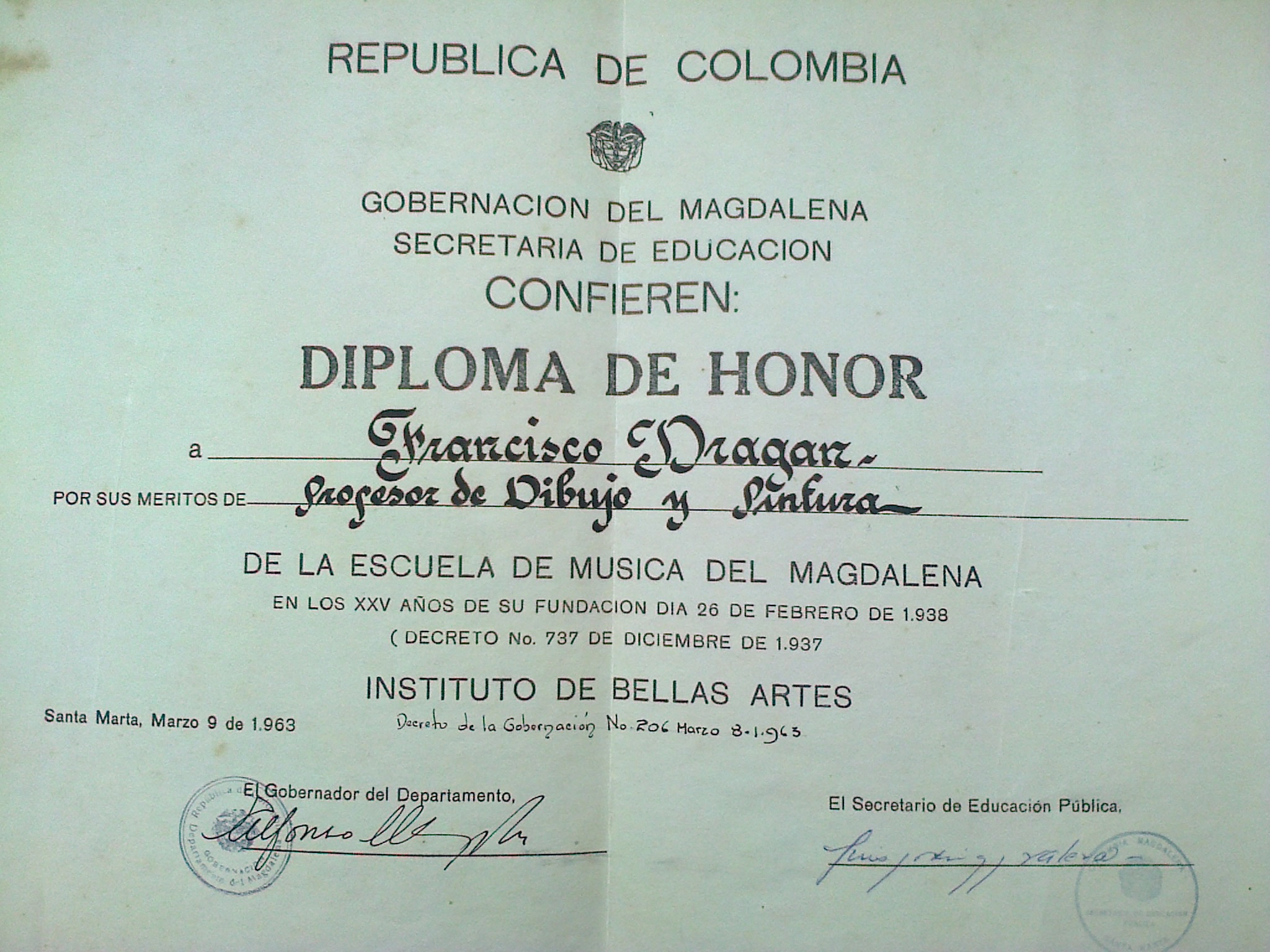
Świadectwo honoru

Franciszek Dragan (ur. 26 marca 1911 we wsi Polubicze pow. Włodawa, woj. Lubelskie, zm. 28 listopada 1968 w Bogocie) – polski malarz
Początkowo ogólnokształcące nauki pobierał w Białej Podlaskiej, a następnie w Jarosławiu, gdzie uczęszczał przez trzy lata do Państwowej Szkoły Budownictwa. W latach 1933–1937 był słuchaczem Miejskiej Szkoły Sztuk Zdobniczych w Warszawie, kończąc ją w dziale malarstwa ściennego u profesora Mieczysława Szulca. Od roku 1937 studiował malarstwo w Akademii Sztuk Pięknych w Warszawie, jednocześnie pracując jako asystent w Miejskiej Szkole Sztuk Zdobniczych w Warszawie na wydziale metaloplastyki.
W czasie okupacji niemieckiej zarobkował jako malarz pokojowy, wolne chwile poświęcając studiom artystycznym. Po zakończeniu działań wojennych współpracował przy organizowaniu Państwowej Szkoły Przemysłu Artystycznego w Łodzi, wykładając tam rysunek, projektowanie brył i płaszczyzn oraz galanterię.
W roku 1947 wrócił do Warszawy, ponownie wstąpił na Akademię Sztuk Pięknych i otrzymał absolutorium w pracowni prof. F. Kowarskiego. W 1949 roku otrzymał dyplom ukończenia ASP w Warszawie, jednocześnie był zaangażowany jako starszy asystent przy wydziale Konserwacji Zabytków – dział Sztuki.
W 1952 roku awansował na adiunkta i prowadził na ASP w Warszawie w pracowni technik malarskich – dział konserwacji profesora Edwarda Kokoszki: rysunek, malarstwo, techniki malarskie i kopie. W 1954 roku na własne żądanie zwolnił się z pracy na ASP, utrzymując siebie wraz z żoną (Małgorzatą z d. Arkuszewską) i córką (Dorotą Marią) z prac plastycznych zleconych, wolne chwile poświęcając malarstwu.
Od 1958 roku podróżował i osiadł na stałe w Bogocie (Kolumbia), gdzie prowadził własną pracownię konserwacji malarstwa epoki kolonialnej. Zmarł w 1968 roku, został pochowany w kościele Santa Rita w Kolumbii. Grób symboliczny znajduje się w grobowcu rodzinnym w Polubiczach. 

## Przykłady prac
- malarstwo – pejzaże, portrety, martwe natury

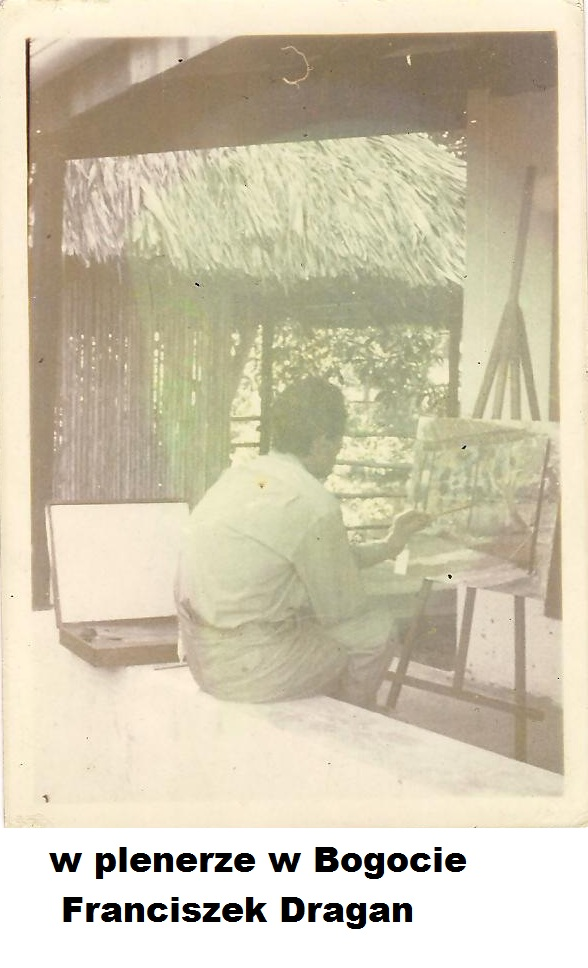
"W plenerze w Bogocie"

## Wystawy
- 1956: zbiorowa: 1956 Salon Wiosenny, „Desa”, VII O WZPAP, Zachęta Narodowa Galeria Sztuki